# Tiroler Festspiele Erl

Logo

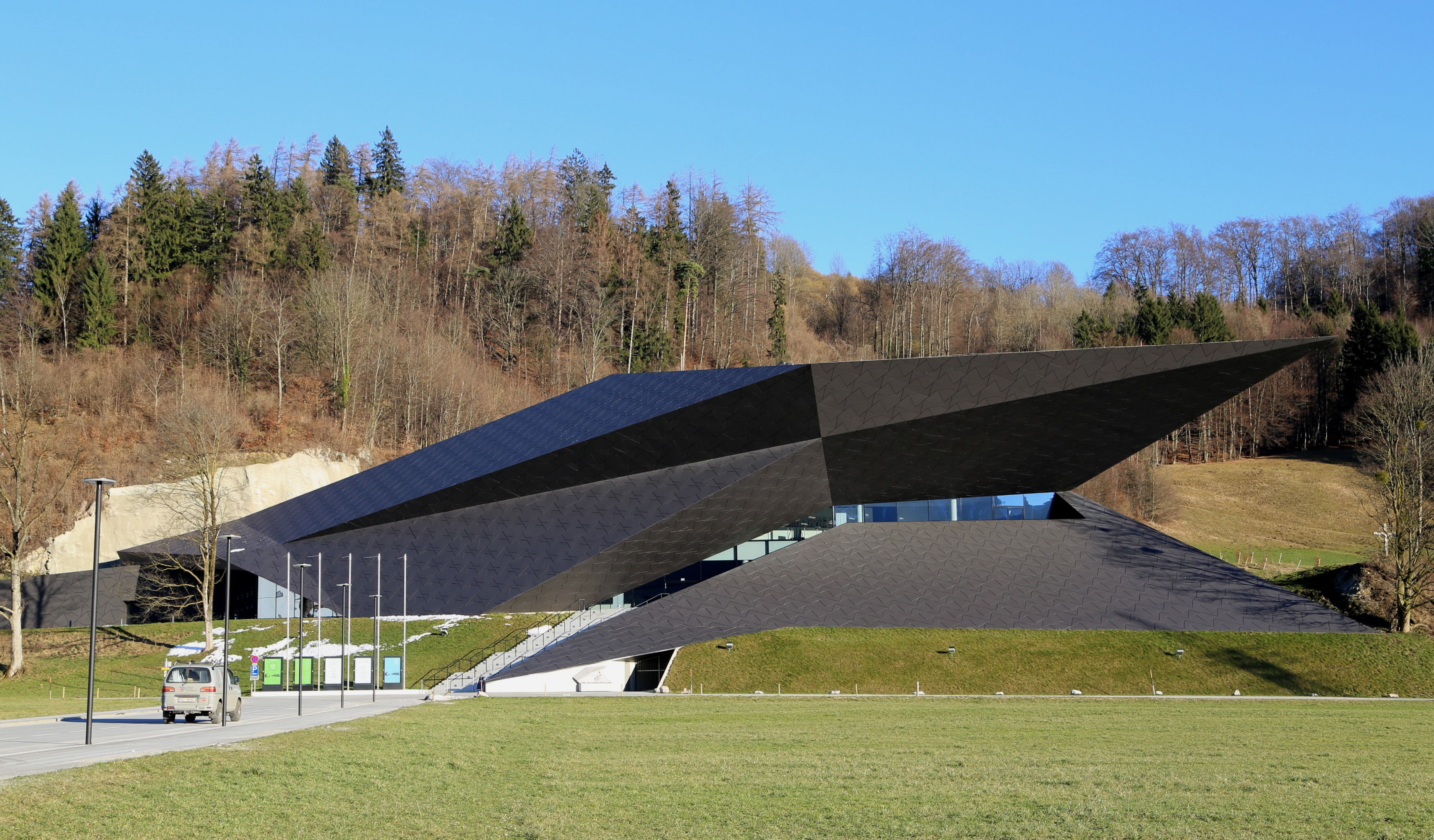
Festspielhaus Erl (2014)

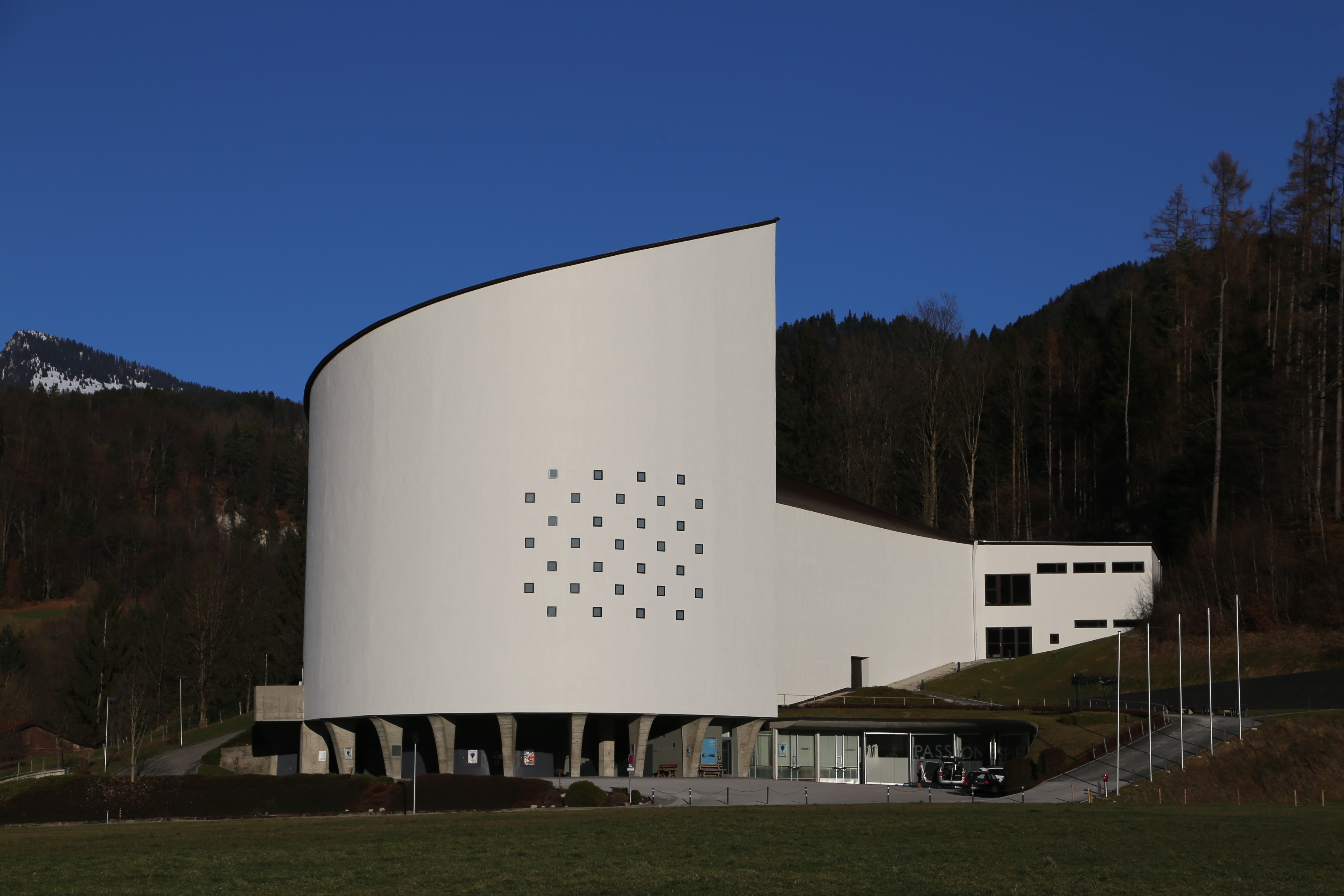
Passionsspielhaus Erl (2014)

Die Tiroler Festspiele Erl in Erl in Tirol in Österreich sind ein seit 1998 jährlich stattfindendes Opern- sowie Konzertfestival mit einer Sommer- und einer Wintersaison.
Die Sommersaison dauert 25 Tage, in der Regel beginnend am ersten Donnerstag im Juli. Seit 2012 wird das Sommerprogramm ergänzt durch eine Wintersaison, die normalerweise vom 26. Dezember bis zum 6. Januar dauert. Die im April 2017 erstmals durchgeführten Klaviertage ergänzen das Programm der Festspiele am Palmsonntags-Wochenende von Donnerstag bis Sonntag um ein viertägiges Festival, das sich im weitesten Sinne der Klaviermusikliteratur widmet.

## Geschichte
Die Tiroler Festspiele Erl wurden 1997 vom Dirigenten Gustav Kuhn und seinem Partner Andreas Schett gegründet und 1998 mit der Aufführung von Das Rheingold eröffnet. Kuhn war in Erl als Dirigent, Regisseur und künstlerischer Leiter tätig. Gespielt wurde bis 2012 ausschließlich im Passionsspielhaus, in der Pfarrkirche, im Gasthaus „Blaue Quelle“ / „Blue Quelvet“ sowie auf diversen Außenspielorten wie zum Beispiel dem Kranzhorn oder auf dem Inn an der Staustufe. Während der Passionsspiele Erl, die alle sechs Jahre stattfinden, stand den Tiroler Festspielen ihr zentraler Austragungsort, das Passionsspielhaus, nicht zur Verfügung. Daher wurde 2002 in Kufstein und 2008 in Innsbruck gespielt. Auch dieser Umstand führte dazu, dass die Idee eines eigenen Festspielhauses in direkter Nachbarschaft des Passionsspielhauses aufkam, das am 26. Dezember 2012 eröffnet wurde. Im Sommer 2013, dem Jahr der Jubiläumspassion (400 Jahre Passion), kam der Vorteil des eigenen Festspielhauses erstmals zum Tragen: Während im Passionsspielhaus die Erler Mitbürger die Passionsgeschichte auf die Bühne brachten, fanden nebenan im Festspielhaus die Tiroler Festspiele Erl Sommer mit Verdis Trilogia popolare zu dessen 200. Geburtstag statt. Gastspiele führten die Tiroler Festspiele Erl u. a. 2005 nach Santander und 2015 nach Peking und Shanghai; im Oktober 2015 waren die Tiroler Festspiele Erl mit den szenischen Erstaufführungen in China von Die Meistersinger von Nürnberg und Tristan und Isolde beim Beijing Music Festival vertreten.
Im Oktober 2010 begann in Erl der Bau des neuen Festspielhauses, auch um moderne Proben- und Aufführungsbedingungen für die Festspiele zu gewährleisten. Das Festspielhaus der Architekten Delugan Meissl hat eine schwarze Fassade, diese besteht aus einer komplexen Geometrie aus Faserzementtafeln.
Das Programm der Tiroler Festspiele Erl umfasst in der Sommersaison etwa 30 Veranstaltungen von Opern über Konzerte bis hin zu Kammermusikabenden, die jährlich über 20.000 Zuschauer haben. Bespielt werden seit Sommer 2014 beide Häuser im neuen „Festspielbezirk Erl“, Festspiel- und Passionsspielhaus. In der alljährlich vom 26. Dezember bis 6. Januar dauernden Wintersaison bietet das Programm im Festspielhaus rund 14 Veranstaltungen mit Opern und Konzerten im Hauptprogramm und Liederabenden sowie Kammermusik in der Reihe der „Specials“. Knapp 10.000 Besucher zählen die Festspiele seit Beginn jährlich im Winter.
Im Rahmen des Österreichischen Musiktheaterpreises 2017 wurden die Festspiele als bestes Festival ausgezeichnet. Ende Juli 2018 gab es eine vier Abende dauernde Wiederaufnahme von Richard Wagners Tetralogie Der Ring des Nibelungen.
2018 berichtete der Tiroler Publizist Markus Wilhelm von Vorwürfen finanzieller Unregelmäßigkeiten beim Festival, nämlich betreffend die prekären Arbeitsbedingungen der größtenteils aus Osteuropa stammenden Musikerinnen und Musiker (professionelle Musiker aus Belarus wurden beispielsweise mit einem Tagessatz von 35 € entlohnt). In seinen Worten ergab sich der „Verdacht auf Lohndumping, auf Lohnwucher, Scheinselbständigkeit, Abgabenhinterziehung, auf Verstoß gegen das Ausländerbeschäftigungsgesetz, Arbeitsverfassungsgesetz, Arbeitszeitgesetz, Arbeitsruhezeitgesetz, Urlaubsgesetz, auf Umgehung des Dienstvertrages, Aushebelung des Urheberrechtsgesetzes usw.“ In weiteren Artikeln beschäftigte sich Wilhelm mit massiven Anschuldigungen gegenüber Intendant Gustav Kuhn, dem eine Reihe sexueller Übergriffe auf Musikerinnen vorgeworfen wurde, dazu noch mit anderen finanziellen Auffälligkeiten, etwa signifikanten Geldströmen aus dem Festivalbudget an die italienische Firma von Kuhns Partnerin ohne quantifizierbare Gegenleistungen. In der Folge strengten Gustav Kuhn, dessen Partnerin, der Mäzen der Festspiele Hans Peter Haselsteiner, die Tiroler Festspiele Erl sowie der einbringende Anwalt der Kläger Michael Krüger insgesamt 18 Prozesse gegen Markus Wilhelm an. Durch eine Spendenaktion konnte Wilhelm sämtliche Gerichtsprozesse, die größtenteils zu seinen Gunsten ausgingen und von ihm in seinem Blog publizistisch dokumentiert wurden, finanziell stemmen. Nach Abschluss des letzten Prozesses resümierte ein Ö1-Journal-Beitrag, Wilhelm habe in einem „Paradefall sogenannter Einschüchterungs- oder SLAPP-Klagen zur Verhinderung kritischer Berichterstattung widerstanden“.
Überprüfungen der Geschäftsgebaren des Festivals führten zu erheblichen Nach- und Strafzahlungen. Am 31. Juli 2018 musste Intendant Gustav Kuhn sein Amt nach den Vorwürfen der sexuellen Belästigung von Musikerinnen der Festspiele ruhend stellen, am 24. Oktober trat er von all seinen Funktionen zurück; in weiterer Folge wurde Bernd Loebe als sein Nachfolger vorgestellt. Im November 2019 urteilte die Gleichbehandlungskommission des österreichischen Kanzleramts, dass es zweifelsfrei zu sexuellen Belästigungen durch Kuhn gekommen sei. Dennoch wurde im März 2020 das Ermittlungsverfahren gegen Kuhn eingestellt, da in den meisten Fällen „ein allfällig strafrechtlich relevantes Verhalten bis zum Beginn der Ermittlungen bereits verjährt [...] oder [...] zum fraglichen Tatzeitpunkt nicht strafbar“ gewesen sei.
Nachdem im Zuge der Stiftungsgründung 2017 der Aufsichtsrat aufgelöst worden war, wurde Anfang 2020 vom Stiftungsvorstandes der Tiroler Festspiele Erl einer Empfehlung des Landesrechnungshofes folgend die neuerliche Einsetzung eines Aufsichtsrates beschlossen. Diesem gehören Hans Peter Haselsteiner, Maria Fekter, Brigitte Winkler-Komar, Barbara Rizzoli-Ellenhuber und Waltraud Orthner an.
Im Mai 2023 wurde bekannt, dass Intendant Bernd Loebe die Festspiele mit Ende der Sommersaison 2024 verlässt. Anfang Juni 2023 wurde Jonas Kaufmann als dessen Nachfolger ab September 2024 vorgestellt.

## Opernaufführungen
| Jahr | Winter | Sommer |
| ---- | --- | --- |
| 2018 | Christian Spitzenstaetter: Stillhang (Uraufführung) Beomseok Yi & Stefano Teani (Musik), Robert Prosser (Texte): Maximilian (Uraufführung) Gioacchino Rossini: L'occasione fa il ladro Vincenzo Bellini: La Sonnambula | Gioacchino Rossini: Ermione Richard Wagner: Tannhäuser Richard Wagner: Die Walküre Richard Wagner: Das Rheingold, Die Walküre, Siegfried, Götterdämmerung |
| 2017 | Gioacchino Rossini: Il barbiere di Siviglia Giacomo Puccini: La Bohème | Gioacchino Rossini: Semiramide Richard Wagner: Lohengrin Wolfgang Amadeus Mozart: Die Zauberflöte                                                         |
| 2016 | Gioachino Rossini: L'italiana in Algeri Giuseppe Verdi: La traviata (Wiederaufnahme) | Gioachino Rossini: Guglielmo Tell Richard Wagner: Das Rheingold, Die Walküre, Siegfried, Götterdämmerung Wolfgang Amadeus Mozart: Die Zauberflöte         |
| 2015 | Gioachino Rossini: Il barbiere di Siviglia Giuseppe Verdi: Nabucco (Wiederaufnahme) | Richard Wagner: Tristan und Isolde, Die Meistersinger von Nürnberg, Das Rheingold, Die Walküre, Siegfried, Götterdämmerung                                |
| 2014 | Wolfgang Amadeus Mozart: Così fan tutte (Neuproduktion) Ludwig van Beethoven: Fidelio (Neuproduktion) Matthias Drievko: Die Nachtigall und die Rose Kurt Weill: Die sieben Todsünden                                   | Richard Wagner: Das Rheingold, Die Walküre, Siegfried, Götterdämmerung Béla Bartók: Herzog Blaubarts Burg                                                 |
| 2013 | Wolfgang Amadeus Mozart: Don Giovanni (Neuproduktion) Giacomo Puccini: Tosca (Neuproduktion) | Giuseppe Verdi: Rigoletto, Il trovatore, La traviata („Trilogia popolare“, Neuproduktionen) Nabucco (Wiederaufnahme)                                      |
| 2012 | Béla Bartók: Herzog Blaubarts Burg (Neuproduktion/Eröffnung des Festspielhauses) Wolfgang Amadeus Mozart: Le nozze di Figaro (Neuproduktion) Giuseppe Verdi: Nabucco (Neuproduktion)                                   | Richard Wagner: Lohengrin (Neuproduktion), Tannhäuser und der Sängerkrieg auf Wartburg, Tristan und Isolde, Parsifal Giacomo Puccini: Tosca (Hall Opera)  |
| 2011 | Richard Wagner: Tannhäuser und der Sängerkrieg auf Wartburg (Neuproduktion), Die Meistersinger von Nürnberg, Parsifal                                                                                                  | |
| 2010 | Wolfgang Amadeus Mozart: Die Zauberflöte Richard Wagner: Der fliegende Holländer | |
| 2009 | Richard Strauss: Elektra Richard Wagner: Die Meistersinger von Nürnberg Ludwig van Beethoven: Fidelio | |
| 2008 | Wolfgang Mitterer: Das tapfere Schneiderlein | |
| 2007 | Richard Wagner: Das Rheingold, Die Walküre, Siegfried, Tristan und Isolde, Götterdämmerung, Parsifal | |
| 2006 | Richard Wagner: Tristan und Isolde, Parsifal | |
| 2005 | Richard Wagner: Der Ring des Nibelungen (Rheingold, Walküre, Siegfried, Götterdämmerung) Richard Strauss: Elektra, Guntram                                                                                             | |
| 2004 | Richard Wagner: Das Rheingold, Die Walküre, Siegfried, Götterdämmerung | |
| 2003 | Richard Wagner: Das Rheingold, Die Walküre, Götterdämmerung, Siegfried | |
| 2002 | Richard Wagner: Das Rheingold (konzertant) Wolfgang Amadeus Mozart: Il re pastore (konzertant) Johann Strauß Sohn: Die Fledermaus                                                                                      | |
| 2001 | Richard Wagner: Die Walküre Sergei Prokofjew: Peter und der Wolf | |
| 2000 | Richard Wagner: Götterdämmerung | |
| 1999 | Richard Wagner: Siegfried | |
| 1998 | Richard Wagner: Das Rheingold | |

## Kammermusik
Alljährlich wird in Erl neben den Opern- und Konzertaufführungen ein Kammermusikzyklus abgehalten. Diese Kammermusikabende fanden bis zum Sommer 2012 im Gasthaus „Blaue Quelle“ sowie in der Pfarrkirche Erl statt und werden von verschiedenen Künstlern der Tiroler Festspiele Erl sowie aus dem Kreis der Mitglieder der „Accademia di Montegral“ gestaltet. Seit Sommer 2013 ist die Reihe im neuen Festspielhaus beheimatet.

## Orchester der Tiroler Festspiele Erl
Das „Orchester der Tiroler Festspiele Erl“ wurde im Sommer 1999 am Ort gegründet. Die Musiker kommen jährlich im Juni, Juli und Dezember im Rahmen der Festspiele zusammen. Künstlerischer Leiter des Orchesters ist Gustav Kuhn. Zum Repertoire gehören neben den Symphonien Beethovens und den großen Werken des romantischen Repertoires von Bruckner, Tschaikowski bis zu Mahler, die Opern Elektra und Guntram von Richard Strauss, alle 10 großen Opern von Richard Wagner, sowie Opern von Wolfgang Amadeus Mozart, Ludwig van Beethoven, Giuseppe Verdi, Giacomo Puccini und Gioachino Rossini. Das Orchester der Tiroler Festspiele Erl war 2010 und 2011 bei der Konzertreihe „Delirium“ im Salzburger Mozarteum zu Gast.

## Chorakademie der Tiroler Festspiele Erl
Die „Chorakademie der Tiroler Festspiele Erl“ wurde 2007 gegründet, um dem Orchester der Tiroler Festspiele einen musikalischen Partner zur Seite zu stellen. Künstlerischer Leiter des Ensembles ist Gustav Kuhn, der mit dem 32-köpfigen Stammensemble, das je nach Bedarf vergrößert werden kann, Projekte von a cappella-Programmen bis zu großen Opernproduktionen erarbeitet. Nach dem Debüt im Herbst 2007 mit Beethovens Missa solemnis folgte 2008 Bachs Matthäus-Passion, beide Projekte mit dem Haydn-Orchester von Bozen und Trient. Gemeinsam mit diesem eröffnete die Chorakademie auch die Sagra Musicale Umbra im September 2008. Zum Repertoire der Chorakademie gehören Verdis Messa da Requiem, Beethovens Missa solemnis, Mahlers Symphonie Nr. 8, Haydns Nelson-Messe, Rossinis Petite Messe solennelle, Beethovens 9. Sinfonie, Schuberts Es-Dur-Messe, Wagners Meistersinger von Nürnberg, Beethovens Fidelio und Strauss’ Elektra.

## Jugendarbeit
Die Tiroler Festspiele Erl setzen sich seit ihren Anfängen für die Jugendarbeit ein. Mit einem Programm, das seit 2008 einen besonderen Schwerpunkt im Festspielprogramm bildet, wird der Nachwuchs gefördert: preisgesenkte Jugendkarten, Studenten-Rabatte und jugendgerechte Begleitveranstaltungen sollen Freude an der Musik, Verständnis für die Musik sowie Begeisterung für das Genre Oper wecken und weiterentwickeln.
Von 1998 bis 2004 stellten die Schüler gemeinsam mit Journalisten, Graphikern und Photographen eine Festspielzeitung her. In Zusammenarbeit mit dem Bayerischen Rundfunk wurde 2006 im Rahmen eines Medienworkshops in einer einstündigen Radiosendung aus Erl berichtet. 2008, zur Aufführung der Kinderoper Das tapfere Schneiderlein von Wolfgang Mitterer, wurde ein Wettbewerb ausgeschrieben, das Märchen neu zu interpretieren. Zur Inszenierung von Fidelio im Jahr 2009 gestalteten Schüler erstmals eigene Programmhefte, die den regulären Abendprogrammen beigelegt wurden. Auch 2010 gab es von Schülern gestaltete Programmhefte. Zudem wurde ein Kostümwettbewerb für Die Zauberflöte ausgeschrieben und die Entwürfe von der Erler Kostümmanufaktur umgesetzt. Im Jahr 2011 beschäftigte sich das Schulprojekt mit Beethovens 9. Symphonie. Alljährlich finden in Erl auch Probenbesuche oder geraffte Schüleraufführungen der Opern statt, an denen ca. 3000 Volks- und Hauptschüler teilnehmen.

## Kostümmanufaktur
Seit 2007 gibt es in Erl eine eigene Kostümmanufaktur. Bis zum März 2017 hatte Lenka Radecky, auch später vereinzelt noch als Kostümbildnerin für die Kostüme der Festspiele verantwortlich, die Leitung der Kostümmanufaktur inne. Pro Saison werden hier nun unter der Leitung von Juliane Trockenbacher ein bis zwei Produktionen der Tiroler Festspiele neu erarbeitet und darüber hinaus für externe Produktionen komplette Kostümausstattungen hergestellt, historische Trachten, Konzert- und Abendbekleidung nach Maß sowie kunstgewerbliche Arbeiten gefertigt.